# Hubert Wiedfeld
Hubert Wiedfeld (* 13. Juni 1937 in Braunschweig; † 2. Juni 2013) war ein deutscher Schriftsteller und Hörspielautor.

## Leben
Wiedfeld wurde als Sohn eines Arbeiters geboren. Er verbrachte seine Kindheit in Schöppenstedt, Landkreis Wolfenbüttel und machte eine Lehre zum Bankkaufmann. Nach dem Abendabitur studierte er Psychologie und Germanistik in Tübingen und Hamburg und arbeitete parallel zum Studium in einer Jugendstraf- und in einer Heil- und Pflegeanstalt.
Ab 1977 arbeitete er als freiberuflicher Schriftsteller. Er lebte viele Jahre in dem Dorf Hagen bei Bad Bramstedt. Er starb am 2. Juni 2013 in Hamburg.
2011 wurde er mit dem Günter-Eich-Preis für sein Lebenswerk als Hörspielautor ausgezeichnet.

## Roman
- Rätzel. Suhrkamp, Frankfurt/Main 1972, DNB 458645222.

## Theaterstücke
- Marilyn & Jane verändern nichts – Sie spielen Theater. UA Frankfurt, 1972
- Wenn es Suppe gibt, verwundern sich alle andern Onkels. UA Frankfurt, 1972

## Hörspiele
- In freundlicher Umgebung. RB 1969.
- Wenn es Suppe gibt, verwundern sich alle andern Onkels. RB 1970.
- Smeralda oder Der Tag wird gut. WDR 1970.
- Plastic Skin. WDR 1970.
- Hier ist es wunderbar: Der Täter ist das Opfer ist der Täter. SR 1970.
- halb/anderthalb/dritthalb. RB 1971.
- Crueland. WDR/NDR 1971 Prix Italia.
- Go West With Lee. RB 1971.
- Wernicke. (Eine Familienserie – einzelne Folgen), WDR/NDR 1973-76.
- Britta Riedbergs Weg ins Glück und Hans am Strick. NDR 1974.
- Wenn der Vater die Zähne verliert, müßten dem Sohn Hände wachsen (Kollrott I). WDR/RB/SR 1974.
- Kollrott oder Die Rückkehr ins Mondgebirge (Kollrott II). WDR/NDR 1980.
- Der lange Blick auf Hagen. WDR/NDR/RB/SFB 1981.
- Das tote Herz (Kollrott III). WDR/NDR/SR 1982.
- Die Überwindung des subhercynen Beckens (Kollrott IV, Satyrspiel). WDR/BR 1983.
- Der lange Augenblick des Todes. (zweiteiliges Hörspiel 1. Irrlauf, 2. Heimkehr), ND/BR 1984.
- Nach Otjikunino. WDR/DLF 1985.
- Das Ende des Schlittenbaus. RB/WDR/DLF 1987.
- Goller/Vernichtung der Untiefen/Wollust/Tod. NDR/SDR 1988.
- Das Mausoleum. WDR 1988.
- Shuffle und Deal. (zweiteiliges Hörspiel  1. Bingo Solo, 2. Jackpot Berlin), WDR/SWF 1989.
- Der Schatten und sein Schatten. NDR/SDR/SR 1991 Hörspiel des Jahres.
- Buschfeuer. (nach James M. Cain), hr/NDR/SWF 1991.
- Die Hornisse im Stiefel. Radioposse mit Gesang und einigen Zitaten aus Goethes „Hanswursts Hochzeit“. SWF 1992.
- Graumann im Lande S.W.I.F.T.. Teil 1–2 WDR/HR 1994.
- The Killers. (nach Ernest Hemingway), SWF/HR/NDR 1995.
- Southern Bird Calls – Number One. WDR/SR 1996.
- Mutabor – oder die Sprache der Störche. WDR/NDR 1996.
- Holiday. (nach Dashiell Hammett), HR/NDR/SWF 1997.
- Battle – Monodram für Kontrabaß und menschliche Stimme. NDR/SR 1997.
- Hinter verschlossenen Türen. (nach Paul Auster „The Locked Room“), WDR/hr 1999.
- Canal du Midi (Wohlwills Erbschaft I). hr/WDR 2005.
- Vom Schlaf in den Steinen (Wohlwills Erbschaft II). hr 2009.
- Der Sprung vom Trottoir (2-teiliges Hörspiel) hr 2017.[3]